# Eastern agricultural complex

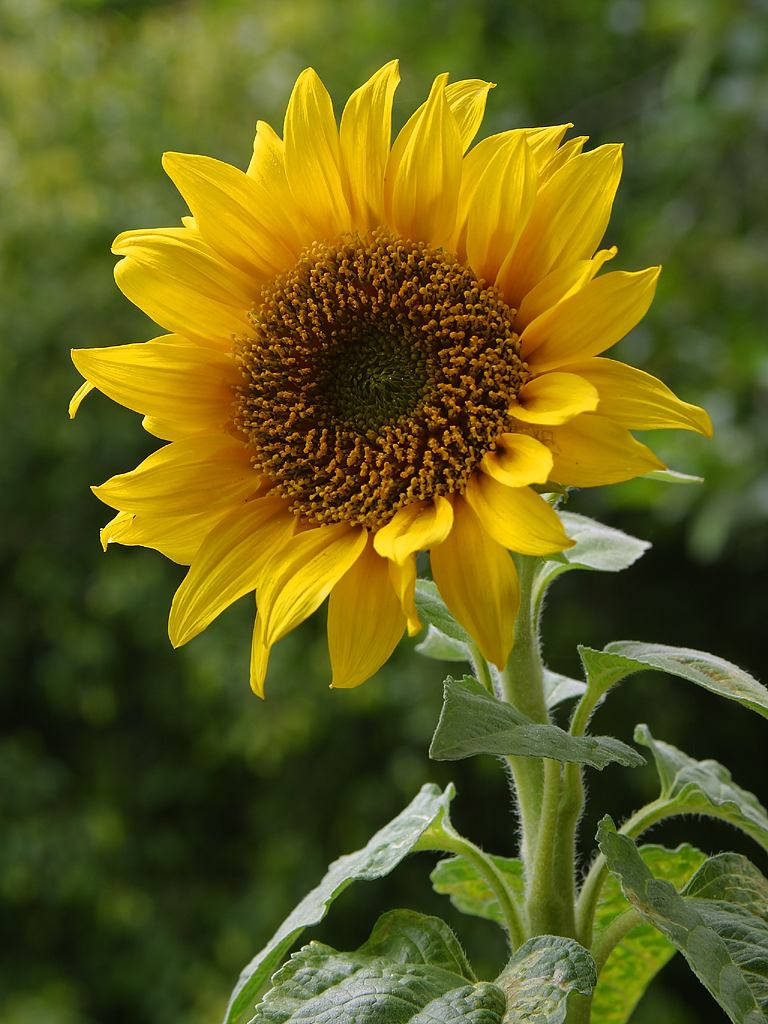
Le tournesol est l'une des espèces de plantes constitutives de l’Eastern Agricultural Complex.

L’Eastern Agricultural Complex (complexe agricole de l'est) situé dans les forêts de l'est de l'Amérique du Nord est l'un des quelque dix centres indépendants de domestication des plantes dans le monde préhistorique. L'agriculture naissante remonte à environ 5300 ans av. J.-C. Vers 1800 av. J.-C., les Amérindiens des forêts cultivaient plusieurs espèces de plantes alimentaires, amorçant ainsi la transition d'une économie de chasseurs-cueilleurs vers l'agriculture. Après 200 av. J.-C., lorsque le maïs a été introduit  du Mexique  dans les Forêts de l'Est (en), les Amérindiens de l'est des États-Unis et du Canada adjacent sont lentement passés de la culture de plantes indigènes à un économie agricole basée sur le maïs. La culture des plantes indigènes locales autres que la courge et le tournesol a décliné et a finalement été abandonnée. Les plantes autrefois domestiquées sont retournées à leurs formes sauvages.
Les quatre premières espèces de plantes connues pour avoir été domestiquées sur le site de Riverton (en) dans l'Illinois en 1800 av. J.-C. sont Chenopodium berlandieri (chénopode de berlandier), Helianthus annuus var. macrocarpus (tournesol), Iva annua var. macrocarpa et Cucurbita pepo ssp. ovifera (courge). Plusieurs autres espèces de plantes ont ensuite été domestiquées.

## Origine du concept

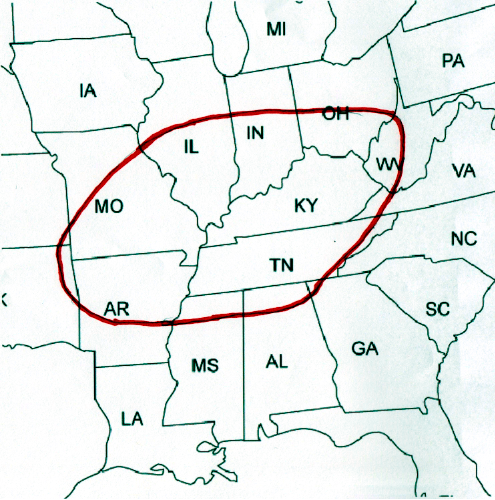
Carte de la zone dans laquelle l’Eastern agricultural complex s'est d'abord implanté.

L'expression Eastern Agricultural Complex (EAC) a été popularisée par l'anthropologue américain Ralph Linton dans les années 1940. Ralph Linton a suggéré que les tribus des forêts de l'Est ont intégré la culture du maïs des Mayas et des Aztèques du Mexique dans leurs propres pratiques agricoles de subsistance préexistantes. Les ethnobotanistes Volney H. Jones et Melvin R. Gilmore se sont appuyés sur la compréhension de Ralph Linton de l'agriculture des forêts de l'Est dans leur travail sur des habitations troglodytes et escarpées du Kentucky et des monts Ozarks dans l'Arkansas. George Quimby a également popularisé l'expression « "Eastern complex" »  dans les années 1940. Les auteurs Guy Gibbons et Kenneth Ames ont suggéré que l'expression « cultures de semences indigènes » serait plus appropriée que le terme « complexe ».
Jusque dans les années 1970 et 1980, la plupart des archéologues pensaient que l'agriculture des peuples des forêts de l'Est avait été importée du Mexique, ainsi que la « trinité » des cultures subtropicales : maïs, haricots et courges. Ce qui a été accepté au XXIe siècle, c'est que l'agriculture dans les forêts de l'Est a précédé l'importation de plantes cultivées du Mexique et que les forêts de l'Est étaient l'une des dix régions culturales du monde appelées à devenir un « centre d'origine agricole indépendant ». Dans les années 1970 et 1980, de nouvelles techniques archéologiques ont démontré qu'en 1800 av. J.-C., les Amérindiens des forêts de l'Est avaient appris à cultiver des plantes indigènes de manière indépendante et que les plantes cultivées indigènes constituaient une part importante de leur alimentation. Un critère important pour déterminer que les plantes étaient cultivées plutôt que récoltées dans la nature était la plus grande taille des graines comestibles et leur tégument plus mince chez les plantes domestiquées par rapport à leurs parents sauvages, ce qui est un attribut des plantes domestiquées né de la sélection et de manipulations par l'homme. Lorsque la culture de la plupart des plantes indigènes a cessé au profit de celle  du maïs, vers 900 apr. J.-C., la taille des graines et l'épaisseur des téguments des plantes indigènes sont revenues à leurs anciennes valeurs, celle des plantes sauvages,,.

## Cultivars
La calebasse a été trouvée dans des sites archéologiques de l'Illinois et de la Floride datant de 5300 av. J.-C.. Sa présence sur une vaste zone pourrait être due à l'homme, et donc serait un produit de l'agriculture naissante à cette époque. La courge (Cucurbita pepo var. ozarkana) est considérée comme l'une des premières plantes domestiquées dans les forêts de l'Est. Elle était présente dans la région vers 5000 av. J.-C., bien qu'elle n'ait peut-être pas été domestiquée dans la région jusqu'à environ 1000 av. J.-C.,,. La courge qui faisait à l'origine partie du complexe était cultivée pour ses graines comestibles et pour produire de petits récipients (gourdes), et non pour la chair épaisse associée aux variétés modernes de courge,,.Cucurbita argyrosperma a été trouvée dans la région, datée d'environ 1300-1500 av. J.-C.. Les cultivars Crookneck, Acorn et Scallop  de Cucurbita pepo sont apparus plus tard.
Parmi les autres plantes de l'EAC figurent 
- Chenopodium berlandieri (huauzontle)[5],[15],[16]
- Helianthus annuus (tournesol)[5],[15],[17]
- Iva annua (sumpweed)[5],[15],[16],[17]
- Hordeum pusillum (petite orge)[15]
- Phalaris caroliniana (alpiste de Caroline)[15],[18](190) et
- Polygonum erectum (renouée dressée)[15](138),[16], qu'il ne faut pas confondre avec la renouée du Japon (Reynoutria japonica) qui est aujourd'hui considérée comme une plante envahissante dans l'est des États-Unis.

Les plantes sont souvent divisées en catégories « oléagineuses » ou « féculentes ». Le tournesol et Iva annua ont des graines comestibles riches en lipides. Les graines de la renouée dressée et du chénopode sont riches en amidon, tout comme l'alpiste de Caroline et la petite orge qui sont toutes deux des graminées et produisent des grains qui peuvent être moulus en farine.

## Développement

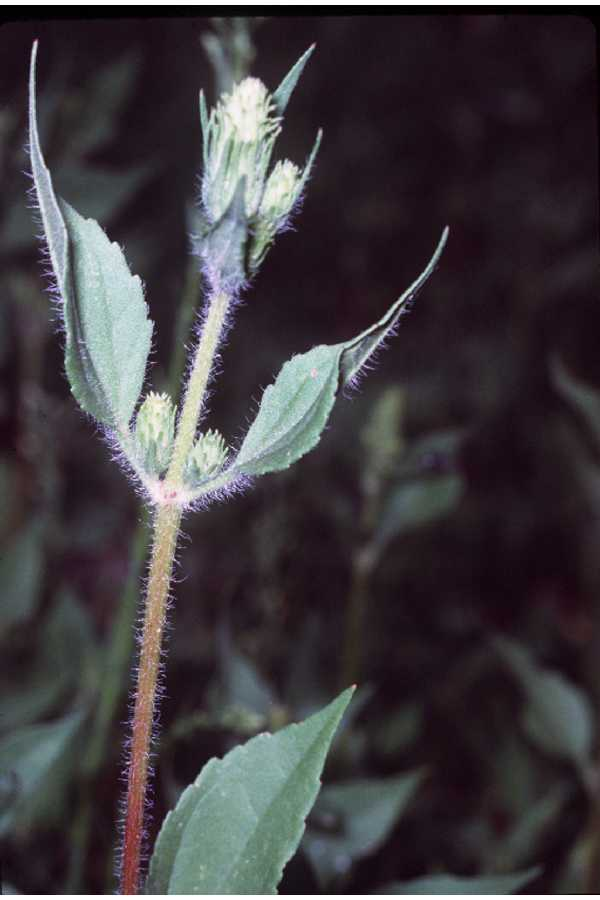
Iva annua.

Les restes archéologiques montrent que l'homme collectait ces plantes dans la nature vers 6000 av. J.-C.. Dans les années 1970, les archéologues ont remarqué des différences entre les graines trouvées dans les vestiges des foyers et des maisons amérindiennes de l'ère précolombienne et celles qui poussent à l'état sauvage. Dans un cadre domestique, les graines de certaines plantes étaient beaucoup plus grosses que dans la nature et les graines étaient plus faciles à extraire des coques ou des enveloppes. C'est la preuve que les jardiniers autochtones sélectionnaient les plantes pour les rendre plus productives et accessibles.
La région de cette première agriculture se trouve au milieu de la vallée du Mississippi, de Memphis au nord jusqu'à Saint-Louis, et s'étend sur environ 500 km à l'est et à l'ouest du fleuve, principalement dans le Missouri, l'Illinois, le Kentucky et le Tennessee. Le plus ancien site archéologique connu aux États-Unis où les Amérindiens cultivaient des plantes alimentaires plutôt que de les collecter dans la nature est Phillips Spring dans le Missouri. À Phillips Spring, site datant de 3000 ans av. J.-C., les archéologues ont trouvé une abondance de noix de noyer commun et de caryer, de glands, raisins, de baies de sureau, grande herbe à poux, gourdes et graines de Cucurbita pepo, gourde aux graines comestibles qui est l'ancêtre des citrouilles et de la plupart des courges. Les graines trouvées à Phillips Spring sont plus grosses que celles de Cucurbita pepo. L'agent de ce changement est sûrement une « manipulation » humaine. L'homme a sélectionné, planté et entretenu des graines de plantes qui produisaient des graines plus grosses et plus savoureuses. En fin de compte, il a manipulé Cucurbita pepo pour produire plus de chair comestible.
En 1800 av. J.-C., les Amérindiens cultivaient plusieurs plantes différentes. Le site Riverton dans la vallée de la Wabash dans l'Illinois, près de l'actuel village de Palestine, est l'un des premiers sites de culture parmi les plus connus. Dix sites d'habitations ont été découverts à Riverton, indiquant une population de 50 à 100 personnes dans la communauté. Parmi les foyers et fosses (en) associés aux habitations, les archéologues ont retrouvé un grand nombre de vestiges végétaux, dont un grand nombre de graines de chénopodes qui sont vraisemblablement des plantes cultivées. Certaines des graines de chénopodes (Chenopodium berlandieri) avaient des enveloppes dont l'épaisseur était seulement d'un tiers de celles des graines sauvages. Les agriculteurs de Riverton les avaient sélectionnés pour produire une graine plus facile d'accès que les variétés sauvages de la même plante.
Le gourou de la nourriture sauvage des années 1960, Euell Gibbons (en), cueillait et mangeait des chénopodes. « Dans un sol riche », a-t-il déclaré, « le  chénopode de Berlandier atteindra 1 à 1,5 mètre de haut s'il n'est pas perturbé, devenant très ramifié. Il porte une récolte importante de graines minuscules groupées en panicules à l'extrémité de chaque branche. Au début de l'hiver, lorsque les panicules sont sèches, il est assez facile de récolter ces graines en quantité considérable. Il suffit de tenir un seau sous les branches et de les arracher. Frotter les enveloppes entre les mains pour séparer la graine de la balle, puis vanner  pour éliminer les déchets. J'ai collecté plusieurs litres de graines en une heure, en utilisant cette méthode. Les graines sont assez fines, plus petites que les graines de moutarde, et d'une couleur brun noirâtre terne.... Je trouve que c'est une très bonne nourriture pour les humains . ».
Le tournesol (Helianthus annuus) est une autre espèce végétale de Riverton qui peut être identifiée avec certitude comme domestiquée. Cette identification repose sur la  taille de la graine plus grande chez les variétés domestiquées que chez les variétés sauvages. Parmi les vestiges de plantes qui ont été utilisées, mais qui peuvent ou non avoir été domestiquées à Riverton, figurent notamment la gourde (Lagenaria siceraria), la courge (Cucurbita pepo), la petite orge (Hordeum pusillum) et  Iva annua.

## Domestication

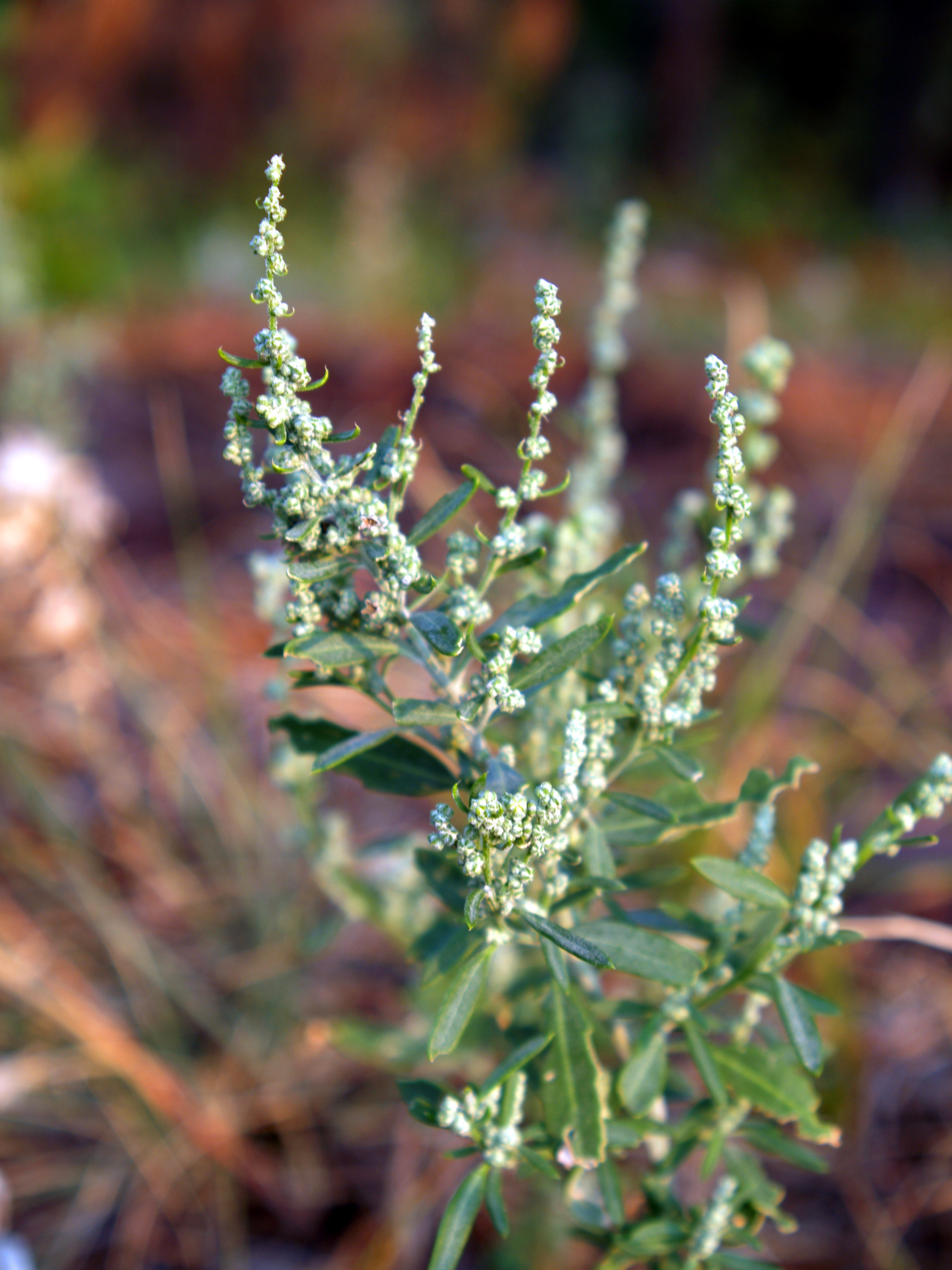
Chenopodium berlandieri.

Certaines des espèces autrefois  cultivées par les Amérindiens pour se nourrir sont aujourd'hui considérées comme des mauvaises herbes indésirables. Les chénopodes sont appelés par dérision « amarantes », bien qu'une espèce d'Amérique du Sud au nom plus attrayant de « quinoa », soit l'une des favorites des boutiques de produits diététiques (en). De nombreuses plantes considérées comme des mauvaises herbes sont des colonisatrices des sols perturbés, les premières plantes à croissance rapide à pousser lorsqu'un événement naturel ou provoqué par l'homme, comme un incendie, laisse une parcelle de sol à nu.
Le processus de domestication des plantes sauvages ne peut être décrit avec précision. Cependant, Bruce D. Smith (en) et d'autres chercheurs ont souligné que trois des espèces domestiquées (chénopodes, Iva annua et Cucurbita pepo) étaient des plantes qui prospéraient dans les sols perturbés des vallées fluviales. Au lendemain d'une inondation, au cours de laquelle la plus grande partie de la végétation ancienne est tuée par les hautes eaux et que des zones dénudées de sol nouveau, souvent très fertile, sont créées, ces plantes pionnières ont poussé comme par magie, poussant souvent en peuplements presque purs, mais disparaissant généralement après une seule saison, car une autre végétation les a repoussées jusqu'à la prochaine inondation.
Les Amérindiens ont appris très tôt que les graines de ces trois espèces étaient comestibles et facilement récoltées en quantité car elles poussaient en peuplements denses. Cucurbita pepo était importante aussi parce que la gourde pouvait être transformée en un récipient léger qui était utile aux groupes semi-nomades. Les chénopodes ont des feuilles comestibles, apparentées aux épinards et aux blettes, qui peuvent également avoir été cueillies et consommées par les Amérindiens. Les graines de chénopodes sont féculentes ; Iva annua a une graine oléagineuse très nutritive semblable aux graines de tournesol.

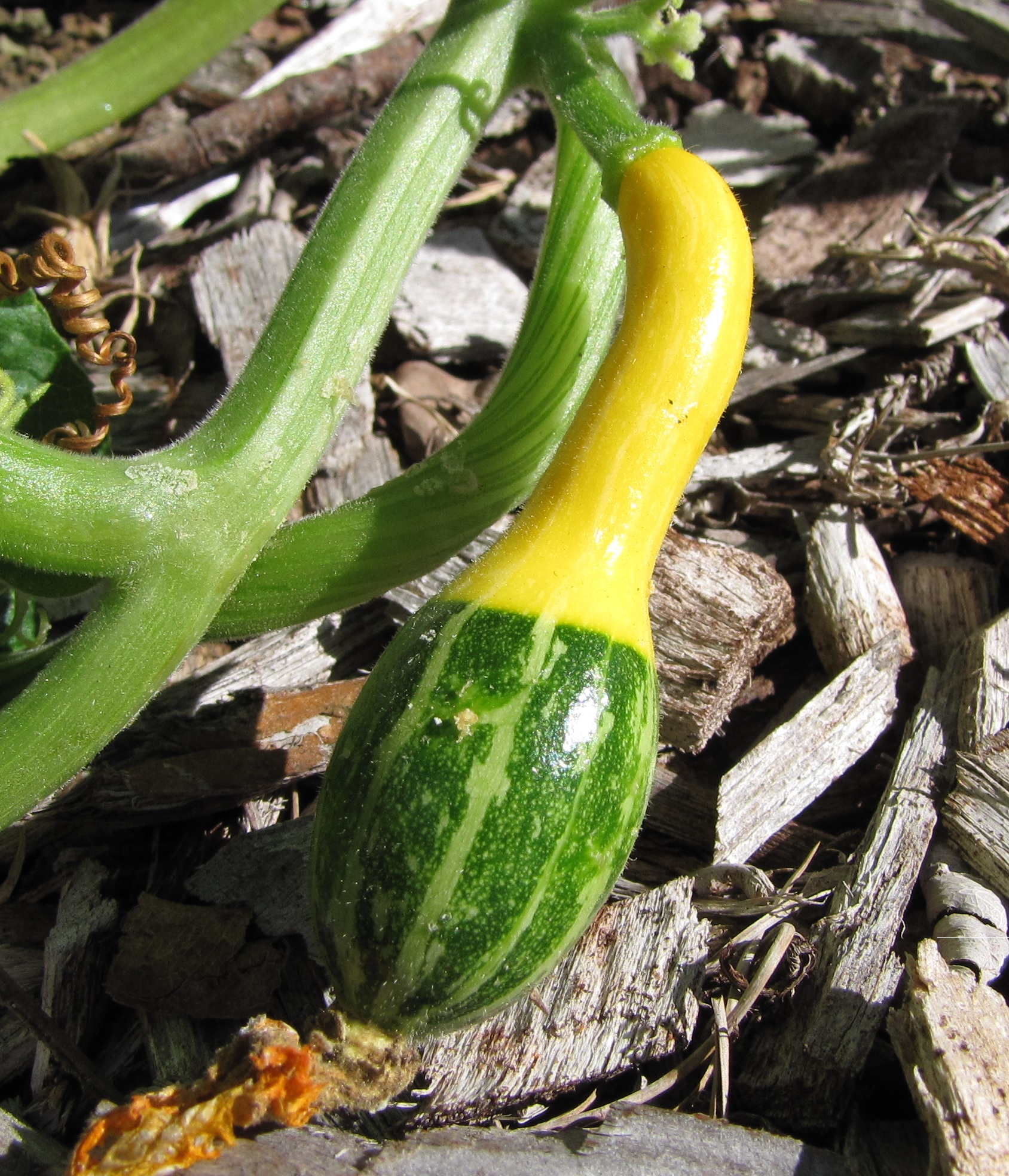
Cucurbita pepo était cultivée pour produire à la fois des courges comestibles et des gourdes.

Lors du ramassage des graines, certaines ont sans aucun doute été perdues dans l'environnement ensoleillé et sur le sol perturbé d'une colonie, et ces graines ont germé et prospéré. Au fil du temps, les graines ont été semées et le sol a été débarrassé de toute végétation concurrente. Les graines qui germaient le plus rapidement (grâce à leurs téguments plus fins) et les plantes qui poussaient le plus vite étaient les plus susceptibles d'être entretenues, récoltées et replantées.
Par un processus de sélection inconsciente et, plus tard, de sélection consciente, les mauvaises herbes domestiquées sont devenues plus productives. Les graines de certaines espèces sont devenues considérablement plus grosses ou leurs téguments moins épais par rapport aux plantes sauvages. Par exemple, les téguments des chénopodes domestiqués ont moins de 20 microns d'épaisseur ; chez le chénopode sauvage de la même espèce, l'épaisseur du tégument est de 40 à 60 microns. Inversement, lorsque les Amérindiens ont cessé de cultiver ces plantes, comme ils l'ont fait plus tard, le tégument de leurs graines sont revenus en quelques années à l'épaisseur qu'ils avaient dans la nature.
Vers 500 av. J.-C., les graines produites par six plantes domestiquées constituaient une part importante du régime alimentaire des Amérindiens dans la vallée moyenne du Mississippi, dans la région des forêts de l'Est.

## Introduction du maïs
Les plantes cultivées indigènes locales ont été lentement remplacées par d'autres cultures plus productives sélectionnées par les Mésoaméricains dans ce qu'on appelle maintenant le Mexique : maïs, haricots et d'autres variétés de courges. Le maïs est arrivé assez tardivement dans les cultures des forêts de l'Est. La plus ancienne preuve connue de maïs dans le territoire actuel du Mexique remonte à 6700 av. J.-C.. La plus ancienne preuve de la culture du maïs établie au nord du Rio Grande date d'environ 2100 av. J.-C. à plusieurs endroits dans les territoires actuels de l'Arizona et du Nouveau-Mexique.
Le maïs a été cultivé pour la première fois par les cultures des Eastern Woodlands (forêts de l'Est) vers 200 av. J.-C., et des variétés localisées très productives ont été largement utilisées vers l'an 900 apr. J.-C.. Sa propagation a été très lente parce que les semences et les connaissances techniques nécessaires pour les entretenir ont dû traverser des contrées désertiques et montagneuses inhospitalières, et des variétés de maïs plus productives ont dû être sélectionnées pour concurrencer les plantes cultivées indigènes et pour s'adapter aux climats plus frais et aux saisons de croissance plus courtes des régions du nord. Le maïs ne fleurit pas dans les conditions de journées longues de l'été des régions situées au nord du Mexique tropical, ce qui nécessite une adaptation génétique. Le maïs a d'abord été cultivé comme complément aux plantes agricoles indigènes existant localement, mais il est progressivement devenu dominant à mesure que ses rendements augmentaient. Finalement, l'EAC a été complètement remplacé par une agriculture basée sur le maïs. La plupart des plantes classées dans l'EAC ne sont plus cultivées, et certaines d'entre elles (comme la petite orge) sont considérées comme nuisibles par les agriculteurs modernes.